# Ia io
Ia io är en fladdermusart som beskrevs av Thomas 1902. Ia io är den enda nu levande arten i släktet Ia som ingår i familjen läderlappar. IUCN kategoriserar arten globalt som livskraftig. Inga underarter finns listade.

## Utbredning
Arten har sin utbredning i södra Asien, i länder som Laos, norra Vietnam, Nepal och nordöstra Indien samt i centrala Kina och Tibet. Den har iakttagits på höjder från 200 – 1700 meter över havet.

## Utseende
Fladdermusen har en längd på 90 – 105 millimeter och är brun på översidan och grå på undersidan. Den kan väga upp till 63 gram och ha en vingbredd av 51 centimeter.
Arten har 70,9 till 77,3 mm långa underarmar och en cirka 65 mm lång svans. Bara en liten del av svansens spets (ungefär 6 mm) är inte inbäddad i svansflyghuden. Ia io har breda öron med en väl utvecklad tragus. Näsborrarna är lite riktade mot utsidan. I överkäken finns på varje sida två framtänder och två premolarer. Djuret har per sida tre framtänder och två premolarer i underkäken.

## Habitat
Arten förekommer i tropisk fuktig skog som kan vara städsegrön eller lövfällande. Den är nattaktiv och sover under dagen i kalkstensgrottor där man kan finna exemplar upp till 1,5 kilometer från ingångarna.
Under vintern kan den flytta till varmare områden.

## Föda
Stapelfödan är insekter, som hos de flesta arterna inom läderlappsfamiljen, men den slår också ett stort antal småfåglar, av typen tätting. En studie som gjorde i Kina 2005 och 2006 visar på stora säsongsvariationer i födointaget. I maj månad bestod 85 procent av resterna i fladdermusspillningen av skalbaggar. I juli och september var proportionerna av skalbaggar och fågelfjädrar ungefär jämnstora (48,7 procent och 44,6 procent i juli, 51,1 procent och 43,4 procent i september). I övrigt hittades rester av fjärilar, halvvingar, hopprätvingar och steklar i spillningen.

## Förökning
83 procent av honorna som samlades in vid en inventering i Sichuan, Kina (1962), var dräktiga, med varsitt embryo.

## Hot mot arten
I Sydostasien finns inga direkta hot mot arten. I Sydasien hotas den däremot av skogsavverkning och utvidgningen av jordbruksmark. Dess viloplatser störs också av jordbrukare som samlar fladdermössens spillning. Bruket av insektsgifter utgör vidare ett reellt hot mot arten.

## Kuriosa
Med sina fyra bokstäver har Ia io det kortaste vetenskapliga namnet av alla djur under regelverket ICZN, International Code of Zoological Nomenclature. Artnamnet består dessutom av enbart vokaler.